# توماس کورتنای، چهاردهمین ارل دوون
توماس کورتنای، چهاردهمین ارل دوون (انگلیسی: Thomas Courtenay, 14th Earl of Devon; ۱ ژانویهٔ ۱۴۳۲ – ۳ آوریل ۱۴۶۱) فرزند ارشد توماس کورتنای، سیزدهمین ارل دوون بود از همسرش مارکارت بوفورت بود. او ۲۶ ساله بود که پدرش در فوریه ۱۴۵۸ درگذشت. هنگامی که نخستین مناقشات اصلی جنگ رزها در سال ۱۴۵۹ آغاز شد، ارل توماس به هنری ششم وفادار ماند